# Kuchyně Guineje-Bissau

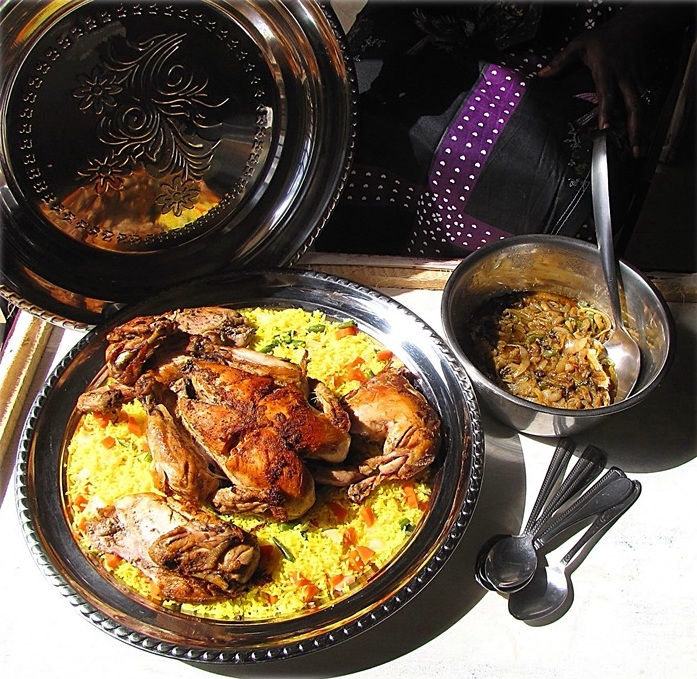
Yassa s cibulovou omáčkou

Kuchyně Guineje-Bissau používá především obiloviny, mléčné výrobky, arašídy, plantainy, fazole, chilli nebo palmový olej. Byla ovlivněna především portugalskou kuchyní.
V Guineji-Bissau se hojně pěstují kešu ořechy, převážně pro export.

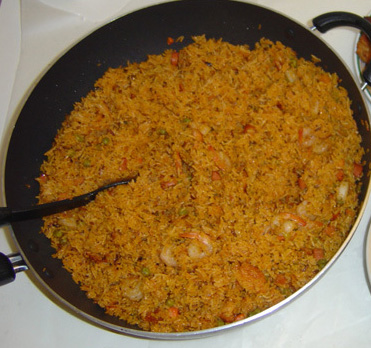
Jollof rice

## Příklady pokrmů z Guineje-Bissau
- Jollof rice, smažená rýže s masem a zeleninou, podobná španělské paelle
- Fufu, nevýrazná placka používaná jako příloha
- Egusi, polévka se semínky z tykvovitých rostlin
- Yassa, pikantní pokrm z kuřecího masa
- Jáhlový kuskus
- Sušené a dušené ryby
- Avacate com tuna, salát z tuňáka, avokáda a rajčat[2]
- Ravias, sladké skořicové pečivo[3]

- Z nápojů stojí za zmínku palmové víno nebo cana de cajeu, rum z kešu[1]